# Irina Antónenko
Irina Antónenko (Ekaterimburgo, 1 de septiembre de 1991) es una actriz y modelo rusa, ganadora de Miss Rusia y semifinalista de Miss Universo 2010.

## Biografía
Nació el 1 de septiembre de 1991 en la ciudad de Ekaterimburgo, situada en el lado oriental de los Montes Urales.
Sus padres, Natalia e Ígor Antónenko, eran empleados de la policía. Completó su educación secundaria en la escuela N.º 156. Según el director de la escuela, Irina era "una chica muy modesta y amable. Después de terminar la escuela secundaria, empezó a estudiar finanzas en el Instituto Ural de Finanzas y Jurisprudencia. Por la misma época, también comenzó su carrera como modelo.
El 6 de marzo de 2010 fue coronada Miss Rusia 2010 en un concurso celebrado en Moscú. Fue coronada por la anterior Miss, Sofia Rudieva. Además de la corona, recibió un premio en metálico de 100 000 dólares, destinados en gran parte a la caridad, para ayudar a niños  enfermos.